# Antoni Segura (catedrático)
Antoni Segura i Mas (Barcelona, 1952) es un catedrático de Historia Contemporánea de la Universidad de Barcelona, y actual presidente del CIDOB, elegido para el puesto en 2017. Es Doctor en Historia Contemporánea y se ha especializado en el análisis de conflictos, el estudio de la dictadura franquista y la Transición Española. Es autor y editor de numerosos libros, los más recientes dedicados a la geopolítica del mundo árabe islámico y a las primaveras árabes: The Spanish Transition and the Arab Spring (2012) y Estados Unidos, el islam y el nuevo orden mundial (2013). Colabora habitualmente con los medios de comunicación, donde publica periódicamente artículos de análisis y opinión.